# Ilia Odishelidze
Ilia Odishelidze (en georgiano: ილია ოდიშელიძე; en ruso: Илья Зурабович Одишелидзе, Ilya Zurabovich Odishelidze; Georgia, Imperio ruso; 25 de marzo de 1865 - c. 1924) fue un líder militar georgiano que también sirvió como general en el Ejército Imperial Ruso.

## Biografía
Nacido en Georgia, entonces parte el Imperio ruso, se graduó de la 3.ª Escuela Alejandro (1887) y de la Academia de Estado Mayor General en San Petersburgo (1894). Los siguientes diez años los pasó en trabajos militares en varias regiones del imperio. Tomó parte en la guerra ruso-japonesa (1904-1905) en calidad de jefe de Estado Mayor de la 6.ª División de Siberia Oriental. Sirvió, entre el 9 de noviembre de 1911 y el 9 de enero de 1914, como gobernador general de Samarcanda y fue trasladado después como jefe de Estado Mayor del Distrito Militar de Turkestán.
Promovido a teniente general el 11 de octubre de 1914, fue jefe de Estado Mayor del 10.º Ejército y después del 1.º Ejército. En 1917 asumió el mando del 15.º Cuerpo de Ejército, el 1.º Ejército y el 3.º Ejército. El 2 de octubre de 1917 fue nombrado comandante en jefe del Ejército del Cáucaso. En enero de 1918 estuvo al mando de Erzurum. Durante el total colapso de la administración zarista intentó impedir la desintegración del ejército imperial, dimitió como comandante después y ayudó a organizar divisiones nacionales georgianas.
En marzo de 1918, sirvió como viceministro de guerra del Comisariado Transcaucásico, pero fue destituido por sus sentimientos nacionalistas. Después de la declaración de independencia de Georgia (26 de mayo de 1918), sostuvo varios puestos importantes en las fuerzas armadas nacionales y sirvió como el comandante en jefe del ejército entre el otoño de 1920 y febrero de 1921.
Tras la invasión soviética de Georgia, su destino no está claro. Según algunas fuentes, fue fusilado por los bolcheviques en 1921. Sin embargo, parece que huyó a Turquía, donde murió en torno a 1924. El hijo de Odishelidze, Alexander, un coronel del Ejército georgiano, se trasladó a Francia, donde murió en 1933.

## Honores
- Orden de San Estanislao, 3.ª clase (1902)
- Orden de Santa Ana, 3.ª clase con espadas y lazo (1905)
- Orden de San Vladimir, 4.ª clase con espadas y lazo (1905)
- Orden de San Vladimir, con espadas, 3.ª clase (1905)
- Espada Dorada por Valentía (29 de marzo de 1905)
- Orden de Santa Ana, con espadas 2.ª clase (1906)
- Orden de San Jorge, 4.ª clase (1907)
- Orden de San Estanislao, 1.ª clase (6 de diciembre de 1912).